# Хромосома 14 (людина)

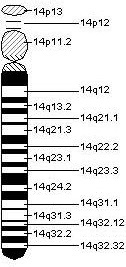
Ідіограма 14-ї хромосоми людини

Хромосома 14 є однією з 23 пар хромосом людини. За нормальних умов у людей дві копії цієї хромосоми. 14-та хромосома має у своєму складі 109 млн пар основ або 3-3,5 % від загальної кількості нуклеотидів в ДНК клітин.
Ідентифікація генів кожної хромосоми є пріоритетним напрямком наукових досліджень в генетиці. Проте, дослідники застосовують різні підходи щодо визначення кількості генів в кожній хромосомі, внаслідок цього дані щодо їх кількості демонструють різні цифри. Це також стосується і хромосоми 14, в якій налічують від 700 до 1300 генів.

## Гени
Найвивченішими генами, що розташовані в хромосомі 14 є наступні:

### Плече p
- RNR2 — Рибосомна РНК 2

### Плече q
- AKT1 — одна з трьох протеїнкіназ B
- COCH — гомолог фактора згортання C (Limulus polyphemus), або кохлін
- CTSG — катепсин G
- GALC — галактозилцерамідаза
- GCH1 — ГТФ-циклогідролаза 1
- IGH@ — локус важких ланцюгів імуноглобулінів
- NPAS3 — нейронний PAS-домений білок 3, входить до області HAR21
- NPC2 — ген, асоційований з хворобою Німанна — Піка тип C2
- PSEN1 — пресенилін 1
- SERPINA1 — серпиновий інгібітор пептидази, член 1 клади A, або α1-антитрипсин
- TSHR — рецептор тиреотропного гормону

## Хвороби та розлади
- Дефіцит альфа-1-антитрипсину
- Хвороба Альцгеймера
- Вроджений гіпотиреоз
- Хвороба Сегава (англ. Dopamine-responsive dystonia)
- Хвороба Краббе
- Хвороба Мачадо-Джозефа — спіноцеребелярна дегенерація тип 3
- Множинна мієлома
- Хвороба Німана-Піка
- Несиндромна глухота
- Синдром Сенсебреннера — целіопатійний синдром
- Дефіцит тетрагідробіоптерину
- Уніпарентна дисомія (UPD) 14